# فهرست قنات‌های شهرستان خلیل‌آباد
جدول زیر براساس آمار وزارت جهاد کشاورزی تهیه شده است. فهرست زیر قنات‌های شهرستان خلیل‌آباد در استان خراسان رضوی را نشان می‌دهد.
| نام قنات     | موقعیت                     | نزدیک‌ترین روستا  | طول قنات (متر) | تعداد میله چاه | عمق مادر چاه | دبی (لیتر بر ثانیه) | سطح زیر کشت (هکتار) |
| ------------ | -------------------------- | ---------------- | -------------- | -------------- | ------------ | ------------------- | ------------------- |
| باغچه خانم   | بخش مرکزی شهرستان خلیل‌آباد | کلاته باغچه خانم | ۲۰۰۰           | ۵۰             | ۴۰           | ۱۵                  | ۱۰                  |
| بخش علی      | بخش مرکزی شهرستان خلیل‌آباد | کلاته بخش علی    | ۳۰۰            | ۱۲             | ۱۰           | ۷                   | ۵                   |
| حجت‌آباد      | بخش مرکزی شهرستان خلیل‌آباد | مزده             | ۱۰۰۰           | ۳۰             | ۱۵           | ۲۰                  | ۱۲                  |
| سرنی         | بخش مرکزی شهرستان خلیل‌آباد | کاریزک           | ۱۰۰۰           | ۳۰             | ۳۵           | ۱۵                  | ۲۰                  |
| صالحی زیرسنگ | بخش مرکزی شهرستان خلیل‌آباد | مزده             | ۱۲۰۰           | ۳۵             | ۱۰           | ۲۵                  | ۵۰                  |
| قدرت‌آباد     | بخش مرکزی شهرستان خلیل‌آباد | جعفرآباد         | ۵۰۰۰           | ۱۶۰            | ۵۰           | ۱۵                  | ۰                   |
| پیرسرخ       | بخش مرکزی شهرستان خلیل‌آباد | کاریزک           | ۴۰۰۰           | ۸۵             | ۵۵           | ۱۲                  | ۱۰                  |
| کاریزک       | بخش مرکزی شهرستان خلیل‌آباد | کاریزک           | ۲۰۰۰           | ۷۰             | ۲۰           | ۳۵                  | ۵۰                  |
| کوشه دهنو    | بخش مرکزی شهرستان خلیل‌آباد | دهنو             | ۱۵۰۰           | ۵۰             | ۳۵           | ۱۰۰                 | ۷۰                  |